# Horst Hawemann
Horst Hawemann (* 4. Februar 1940 in Glogau; † 13. Juli 2011 in Berlin) war ein deutscher Theaterregisseur.

## Leben

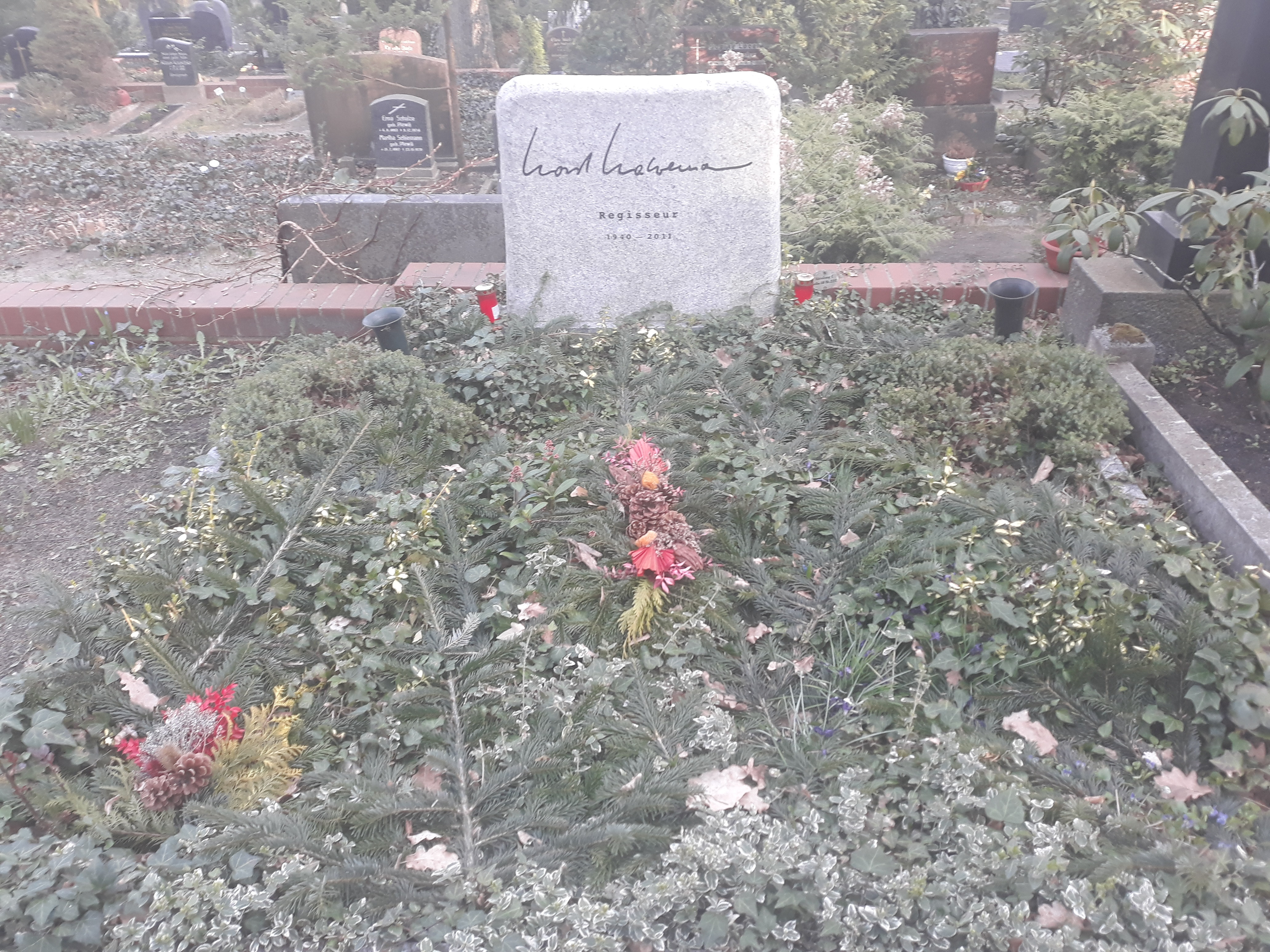
Grabstätte

Hawemann studierte an der Moskauer Theaterhochschule und war später viele Jahre als Autor und Regisseur am Theater der Freundschaft in Berlin tätig. Die letzten Jahre lebte er freiberuflich in Berlin, wo er an der Universität der Künste Berlin lehrte. Zu seinen bekanntesten Bühnenwerken zählen „Kokori“ (1979), „Die Katze“ (1986) und „Immer schön tiger“ (1992). Seine Inszenierung von Nikolai Erdmans „Der Selbstmörder“ wurde während des Theatertreffens 1989 sowohl in Ost- als auch in West-Berlin gespielt.
Neben seinen Inszenierungen an deutschen Theatern war er auch in der Sowjetunion, in Österreich, Belgien und der Schweiz tätig. Hawemann arbeitete mit Peter Ensikat zusammen. Sie übersetzten gemeinsam unter anderem georgische Märchen, die sie auf Bühnen aufführten. Neben der Regiearbeit veröffentlichte Hawemann auch über Theaterarbeit. Er starb 2011 an einer im Jahr zuvor diagnostizierten Krebserkrankung.
1969 erhielt er den Kritikerpreis der Berliner Zeitung in der Kategorie Kinder- und Jugendtheater für die Regie von „Das Märchen vom Kaiser und vom Hirten“. 1972 wurde er mit dem Kunstpreis der DDR ausgezeichnet.
Hawemann ist auf dem Evangelischen Friedhof Rahnsdorf-Wilhelmshagen (Abteilung C) bestattet.

## Theater
Regie
- 1967: Michail Swetlow: Spiel vor dem Feind (Theater der Freundschaft)
- 1968: Claus Hammel: Morgen kommt der Schornsteinfeger (Theater der Freundschaft)
- 1968: Vera Ljubimowa: Schneeball (Theater der Freundschaft)
- 1969: Heinz Czechowski: König Drosselbart (Theater der Freundschaft)
- 1969: Pawel Maljarewski: Das Rübchen – Regie mit Peter Ensikat (Theater der Freundschaft)
- 1969: Heinz Kahlau: Musterschüler (Theater der Freundschaft)
- 1969: Bosko Trifunovic: Das Märchen vom Kaiser und vom Hirten (Theater der Freundschaft)
- 1970: Georgi Nachuzrischwili: Tschintschraka (Theater der Freundschaft)
- 1971: Friedrich Gerlach: Die Herren des Strandes (Theater der Freundschaft)
- 1972: Erich Blach: Die Bernsteinbrigade (Theater der Freundschaft)
- 1972: Bosco Trifunovic: Das Märchen vom Kaiser und vom Hirten (Theater der Freundschaft)
- 1973: Elke Erb/Adolf Endler: Das bucklige Pferdchen (Theater der Freundschaft)
- 1975: Elfriede Brüning: Hochverrat (Theater der Freundschaft)
- 1975: Georgi Polonski: Warten wir den Montag ab (Theater der Freundschaft)
- 1981: Juri Tynjanow: Sekondeleutnant Aberder (Das Ei Berlin)
- 1982: Johann Wolfgang von Goethe: Clavigo (Städtische Bühnen Magdeburg)
- 1988: Lope de Vega: La Dama Boba (Volksbühne Berlin)
- 1989: Michail Bulgakow: Hundeherz (Volksbühne Berlin)
- 1991: Anton Tschechow: Auf der großen Straße (Volksbühne Berlin)
- 1991  Gilgamesch (Volksbühne Berlin)

Schauspieler
- 1968: Hans-Albert Pederzani: Der eigene Kopf – Regie: Heiner Möbius (Theater der Freundschaft)
- 1970: Heinz Hall/Manfred Nitschke: Ein Strom, der Liebe heißt (Korvettenkapitän Richter) – Regie: Heiner Möbius (Theater der Freundschaft)
- 1971: Hans-Dieter Schmidt: Tinko (Der Heimkehrer) – Regie: Peter Ensikat (Theater der Freundschaft)

Autor/Bearbeitung
- 1977: Dmitri Furmanow: Tschapai ... Tschapai ... Tschapajew – Regie: Joachim Siebenschuh/Mirjana Erceg (Theater der Freundschaft)
- 1979: Joaquín Gutiérrez: Kokori – Auch Regie (Theater der Freundschaft)
- 1985: König Drosselbart und das Mädchen Prinzessin – Regie: Carl-Hermann Risse (Theater der Freundschaft)

## Hörspiele
Regie
- 1972: Ein Körnchen Wahrheit. Märchen und Schelmengeschichten der Sowjetvölker (Teil 1, Kinderhörspiel – Litera)
- 1972: Ein Scheffel Glück. Märchen und Schelmengeschichten der Sowjetvölker (Teil 2, Kinderhörspiel – Litera)
- 1974: Thomas Brasch: Vom dicken Herrn Bell, der das Telefon erfunden hat (Kinderhörspiel – Litera)

Bearbeitung/Autor
- 1978: Wassil Bykau: Der Obelisk – Regie: Heiner Möbius (Hörspiel – Rundfunk der DDR)
- 1979: Brüder Grimm: König Drosselbart – Regie: Heiner Möbius (Kinderhörspiel – Litera)
- 1981: Hans Christian Andersen: Der standhafte Zinnsoldat – Regie: Heiner Möbius (Kinderhörspiel – Litera)
- 1982: Anton Tschechow: Herzchen – Regie: Barbara Plensat (Hörspiel – Rundfunk der DDR)
- 1985: Rudyard Kipling: Die Katze, die immer nur ihre eigenen Wege ging – Regie: Barbara Plensat (Kinderhörspiel – Litera)
- 1987: Wie man kein König wird – Regie: Karlheinz Liefers (Kinderhörspiel – Rundfunk der DDR)